# Фурно (Савоја)
Фурне (фр. Fourneaux) насеље је и општина у источној Француској у региону Рона-Алпи, у департману Савоја која припада префектури Сен Жан де Морјен.
По подацима из 2011. године у општини је живело 719 становника, а густина насељености је износила 142,66 становника/km². Општина се простире на површини од 5,04 km². Налази се на средњој надморској висини од 1050 метара (максималној 2.800 m, а минималној 1.051 m).

## Демографија
| 1962. | 1968. | 1975. | 1982. | 1990. | 1999. | 2011. |
| ----- | ----- | ----- | ----- | ----- | ----- | ----- |
| 1.786 | 1.793 | 1.554 | 1.304 | 1.078 | 883   | 719   |

График промене броја становника у току последњих година